# Karen Sheffield
Karen Sheffield (7 de abril de 1961) es una deportista canadiense que compitió en judo. Ganó tres medallas en el Campeonato Panamericano de Judo entre los años 1982 y 1986.

## Palmarés internacional
| Campeonato Panamericano | Campeonato Panamericano   | Campeonato Panamericano | Campeonato Panamericano |
| Año                     | Lugar                     | Medalla                 | Categoría               |
| ----------------------- | ------------------------- | ----------------------- | ----------------------- |
| 1982                    | Santiago de Chile (Chile) | Medalla de plata        | –56 kg                  |
| 1984                    | Ciudad de México (México) | Medalla de bronce       | –56 kg                  |
| 1986                    | Salinas (Puerto Rico)     | Medalla de bronce       | –56 kg                  |